# Smultron
Smultron ist ein Texteditor für Mac OS X. Es werden verschiedene Programmiersprachen unterstützt, für welche Smultron auch Syntaxhervorhebung beherrscht.
Entwickelt wurde Smultron von Peter Borg. Smultron ist das schwedische Wort für Wald-Erdbeere, welche auch das Logo des Programmes ziert.
Bis zur Version 3.5 ist das Programm als Freeware zum kostenfreien Download verfügbar, seit dem Nachfolger Smultron 4 wird die aktuelle Version von Peter Borg über den App Store vertrieben. Seit Juli 2012 ist es auch als iPhone- und iPad-App verfügbar.